# Nicole Fox
Nicole Fox, née le 6 mars 1991 à Louisville, est une actrice américaine. Elle est également mannequin et gagnante de la saison 13 de America's Next Top Model.

## Biographie
En 2013, Nicole Fox tient le rôle principal dans le film Ashley de Dean Matthew Ronalds.

## Filmographie
- 2011 : Almighty Thor (téléfilm) : la rousse
- 2011 : The Bold and the Beautiful (série télévisée) : le mannequin
- 2012 : The Unwritten Rules (série télévisée) : Miranda
- 2012 : The Other Country: Starring Burlap to Cashmere : Mélanie
- 2013 : Players (court métrage) : Stéphanie
- 2013 : Ashley : Ashley
- 2014 : Redlands : Vienna
- 2014 : The Last Survivors : Brooke
- 2014 : Girl House : Mia
- 2014 : Paradise Club : Tulsa
- 2015 : Tag : la fille précieuse
- 2015 : Hero of the Underworld : Holly
- 2015 : Ideal (court métrage) : le mannequin